# 1 maj
1 maj är den 121:a dagen på året i den gregorianska kalendern (122:a under skottår). Det återstår 244 dagar av året.

## Återkommande bemärkelsedagar

### Helgdagar
- Stora delar av världen: Första maj (arbetarrörelsens internationella dag; även flaggdag i ett flertal länder)
- Wiccaner: Beltane (fest för att fira vårens ankomst, även firad bland av kelter i gamla tider)

### Nationaldagar
- Marshallöarna: Konstitutionsdagen (till minne av att landet fick självstyre från USA denna dag 1979)

### Övriga
- Budapestbakelsens dag[1]

## Namnsdagar

### I den svenska almanackan
- Nuvarande – Valborg
- Föregående i bokstavsordning
  - Filippus – Namnet fanns på dagens datum före 1901, som ersättning för det tidigare Philippus och Iacobus, till minne av Jesu lärjunge med namnet Filippos. 1901 utgick det och ersattes av den modernare namnformen Filip, som då flyttades till 2 maj.
  - Maj – Namnet infördes på dagens datum 1986, men flyttades 2001 till 19 maj, där det har funnits sedan dess.
  - Maja – Namnet infördes på dagens datum 1986, men flyttades 1993 till 28 februari och utgick 2001.
  - Philippus och Iacobus – Dessa båda namn fanns på dagens datum före 1901, till minne av två av Jesu apostlar Filippos och Iacobus, men blev före detta år ersatta av Filippus.
  - Valborg – Namnet infördes på dagens datum 1901 och har funnits där sedan dess.
- Föregående i kronologisk ordning
  - Före 1901 – Philippus och Iacobus och Filippus
  - 1901–1985 – Valborg
  - 1986–1992 – Valborg, Maj och Maja
  - 1993–2000 – Valborg och Maj
  - Från 2001 – Valborg
- Källor
  - Brylla, Eva (red.): Namnlängdsboken, Norstedts ordbok, Stockholm, 2000. ISBN 91-7227-204-X
  - af Klintberg, Bengt: Namnen i almanackan, Norstedts ordbok, Stockholm, 2001. ISBN 91-7227-292-9

### Finlandssvenska almanackan
- Nuvarande från 1929[2] – Valborg
- I föregående revideringar[a][3]
  - inga ändringar sedan 1929

## Händelser
- 305 – De romerska kejsarna Diocletianus och Maximianus abdikerar från kejsartronen och överlämnar den till Constantius I Chlorus och Galerius. Diocletianus abdikerar på grund av sjukdom och blir därmed den ende romerske kejsare, som ger upp tronen frivilligt, medan medkejsaren Maximianus abdikerar på hans uppmaning. Constantius I Chlorus är mycket mildare än Diocletianus och Maximianus i förföljandet av kristna, men Galerius är mycket hård mot de kristna, så när Constantius stupar i Britannien året därpå fortsätter förföljandet med förnyad kraft.
- 1045 – Benedictus IX abdikerar för andra gången från påvestolen och säljer ämbetet till sin gudfar Johannes Gratianus, som själv blir påve med namnet Gregorius VI fyra dagar senare. Han abdikerar dock redan året därpå och efter att Clemens II har varit påve i knappt ett år återkommer Benedictus IX för tredje gången i ämbetet 1047.
- 1346 – Det svenska kungaparet Magnus Eriksson och Blanka av Namur testamenterar Vadstena kungsgård till heliga Birgitta, för att bli grunden till hennes tilltänkta kloster. Hon har formulerat sin klosterregel året före, men det dröjer till 1370, innan hon lyckas få påven att godkänna sin klosterorden och till 1384, innan klostret kan invigas (elva år efter hennes död).
- 1707 – Kungarikena England och Skottland, som har haft gemensam regent och därmed varit i personalunion sedan 1603, går genom de så kallade Unionsakterna i realunion och bildar Storbritannien, medan Irland, som har stått under engelskt styre sedan 1100-talet, förblir ett eget kungarike till 1801. Akterna gör lag av det unionsfördrag, som de båda länderna har ingått året före och därigenom avskaffas de engelska och skotska parlamenten och det nya landet får ett gemensamt parlament, med säte i London. Dessutom blir de båda ländernas regerande drottning Anna Storbritanniens första regent, medan hon alltså behåller titeln drottning av Irland.[4]
- 1723 – En stor brand utbryter i Katarinakvarteret på Södermalm i Stockholm. Omkring 500 hus, inklusive Katarina kyrka, brinner ner och 7000 människor blir hemlösa. Kyrkan återuppbyggs på tio år, men trots att man förbjuder övriga hus att återuppbyggas i trä får några av dem ändå detta material. Två veckor senare slår blixten ner i staden och förstör två andra kyrkor.
- 1776 – Juristen, professorn och jesuiten Adam Weishaupt grundar den religiösa Illuminatiorden i den bayerska staden Ingolstadt. Den grundas i upplysningstidens anda, men anses så småningom av bayerska staten utgöra ett sådant hot mot kristendomen, att den tio år senare förbjuds.
- 1786 – Wolfgang Amadeus Mozarts opera Figaros bröllop (Le nozze di Figaro, ossia la folle giornata), med libretto av Lorenzo Da Ponte, har urpremiär på Burgtheater i den österrikiska huvudstaden Wien, under Mozarts egen ledning. Operan bygger på komedipjäsen Figaros bröllop av den franske dramatikern Pierre de Beaumarchais.
- 1786 – Riksdagen 1786 inleds i Stockholm.
- 1837 – Det svenska optiska telegrafnätet öppnas för allmän korrespondens och blir därmed världens första statligt producerade teletjänst för allmänheten. Nätet har funnits sedan 1794, men tidigare varit reserverat för militären och statsledningen. Det läggs ner 1881, när den elektriska telegrafen har konkurrerat ut den och telefonen har introducerats.
- 1869 – Revyteatern Folies Bergère invigs på rue Richer 32 i Paris. Den når sin höjdpunkt mellan 1890-talet och 1920-talet, men existerar än idag (2025).
- 1886 – En allmän strejk utbryter i USA. Den eskalerar snabbt och leder tre dagar senare till den så kallade Haymarketmassakern i Chicago, då flera strejkande arbetare omkommer i ett upplopp. Strejken blir i slutänden dock en seger för arbetarna, eftersom den leder till att åtta timmars arbetsdag införs i USA. Till minne av massakern och strejken är första maj numera arbetarnas internationella dag och helgdag i de flesta länder världen runt. I USA firas Labour Day, som är allmän helgdag, första måndagen i september.
- 1890 – Svenska arbetare går för första gången ut i demonstrationer, med krav på åtta timmars arbetsdag, på årsdagen av utbrottet av den amerikanska generalstrejken 1886. Det dröjer till 1919, innan åttatimmarsdagen införs i Sverige och till 1939, innan första maj blir allmän helgdag i landet.
- 1931 – Skyskrapan Empire State Building på Manhattan i New York invigs efter en byggtid på två år. Med sina 102 våningar och 443,2 meters höjd är det världens högsta byggnad och förblir så i över 40 år, innan World Trade Center (också på Manhattan) invigs 1972.
- 1940 – Tre veckor efter att tysk militär har inlett invasionen av Norge blir Tromsø provisorisk norsk huvudstad, då kung Håkon VII och regeringen har flytt dit. Den 7 juni lämnar de dock Norge och går i exil till London, där de förblir till krigsslutet 1945.
- 1945 – Den tyske propagandaministern och rikskanslern Joseph Goebbels och hans hustru Magda mördar sina sex barn i Führerbunkern i Berlin, där de har levat de senaste månaderna. Därefter begår de själva självmord och flera generaler följer deras exempel. Detta sker dagen efter att Adolf Hitler och hans nyblivna hustru Eva Braun har tagit sina liv. När Goebbels, som Hitler har utsett till rikskansler, nu är död övertar storamiralen Karl Dönitz den tyska regeringsmakten i en provisorisk tysk regering. Denna existerar fram till 23 maj, då de allierade upplöser den och själva tar över styret över Tyskland.
- 1953 – I enlighet med Parisfördraget öppnas en gemensam marknad för handel med stål mellan de sex medlemsländerna Frankrike, Västtyskland, Italien, Nederländerna, Belgien och Luxemburg (gemensam marknad för kolhandel har öppnats redan den 10 februari samma år).
- 1958 – Upphävande av passkontrollen vid de internordiska gränserna träder i kraft för de fyra medlemsländerna Danmark, Finland, Norge och Sverige (med undantag för Grönland, Färöarna, Jan Mayen och Svalbard). Detta innebär, att medborgare från dessa länder inte behöver medföra pass eller andra legitimationshandlingar, vid resa mellan länderna. Island ansluts till passunionen 1965 och Färöarna 1966.
- 1967 – Den världskände amerikanske rock'n'roll-sångaren Elvis Presley och Priscilla Wagner gifter sig. Äktenskapet varar till 1973, då makarna skiljer sig, och de får tillsammans dottern Lisa Marie.
- 1969 – Det svenska experimentkärnkraftverket Ågestaverket är nära att drabbas av härdsmälta, då ett läckage uppstår, vilket ger upphov till översvämning, som slår ut en del av säkerhetssystemet.
- 1982 – Den brittiska flottan når fram till Falklandsöarna och börjar bomba flygplatsen i huvudstaden Port Stanley. Falklandskriget mellan Storbritannien och Argentina har då pågått i en månad och kommer att vara till mitten av juni.
- 2004 – Cypern, Estland, Lettland, Litauen, Malta, Polen, Slovakien, Slovenien, Tjeckien och Ungern blir medlemmar av Europeiska unionen. Denna utvidgning av unionen med tio nya medlemsstater på en gång är den största i unionens historia och utökar antalet medlemsstater från 15 till 25.
- 2009 – En ändring av den svenska äktenskapsbalken träder i kraft efter beslut av riksdagen en månad tidigare. Ändringen innebär att samkönat äktenskap blir tillåtet i landet och att personer av samma kön därmed kan gifta sig. Därmed upphör den äktenskapsliknande parformen registrerat partnerskap, som har varit homosexuellas motsvarighet till äktenskap sedan 1995.
- 2011 – Den förre påven Johannes Paulus II, som avled 2005, blir saligförklarad av efterträdaren Benedictus XVI. Han blir därmed den tredje 1900-talspåven som saligförklaras.

## Födda
- 1218 – Rudolf I, tysk-romersk kejsare 1273–1291
- 1238 – Magnus Lagaböter, kung av Norge 1263–1280
- 1517 – Svante Sture den yngre, svensk greve och friherre, Sveriges riksmarsk 1560/1561–1564
- 1595 – Lars Kagg, svensk greve, riksråd och fältmarskalk, Sveriges riksmarsk 1660–1661
- 1672 – Joseph Addison, brittisk, författare, politiker och essäist, grundare av tidningen The Spectator
- 1769 – Arthur Wellesley, brittisk fältmarskalk och politiker, hertig av Wellington, överbefälhavare i slaget vid Waterloo, Storbritanniens premiärminister 1828–1830 och 1834
- 1780 – John McKinley, amerikansk jurist och politiker, senator för Alabama 1826–1831 och 1837
- 1802 – Martin Disteli, schweizisk konstnär
- 1825 – Johann Jakob Balmer, schweizisk matematiker och fysiker
- 1830 – Guido Gezelle, belgisk författare och präst
- 1845 – Lawson Tait, brittisk gynekolog och kirurg
- 1848 – Eilert Adelsteen Normann, norsk målare
- 1850 – Prins Arthur, hertig av Connaught och Strathearn, brittisk prins
- 1852
  - Calamity Jane, amerikansk äventyrare, prickskytt och sjuksköterska
  - Santiago Ramón y Cajal, spansk läkare, mottagare av Nobelpriset i fysiologi eller medicin 1906
- 1856 – Samuel H. Elrod, amerikansk republikansk politiker, guvernör i South Dakota 1905–1907
- 1868 – Fredrik Karl av Hessen, tysk prins, vald men aldrig tillträdd kung av Finland 1918
- 1872 – Hugo Alfvén, svensk tonsättare, violinist, körledare, dirigent och målare
- 1881 – Pierre Teilhard de Chardin, fransk jesuitpräst, geolog och filosof
- 1882 – Oscar Åberg, svensk skådespelare och inspicient
- 1894 – Maria Restituta, österrikisk saligförklarad nunna och sjuksköterska
- 1895 – Nikolaj Jezjov, sovjetisk politiker, chef för sovjetiska säkerhetstjänsten NKVD 1936–1938
- 1896
  - Mark Wayne Clark, amerikansk general
  - Herbert Backe, tysk nazistisk politiker, Tysklands riksnäringsminister 1942–1945
- 1900 – Leon Björker, svensk operasångare
- 1903 – Gösta Hådell, svensk kompositör, musikdirektör och vissångare
- 1912 – Otto Kretschmer, tysk ubåtsbefälhavare
- 1913 – Harald Larsson, svensk skogsinspektör och centerpartistisk riksdagsledamot
- 1915 – Hanns-Martin Schleyer, tysk jurist och industriledare, ordförande för västtyska arbetsgivarföreningen
- 1916 – Glenn Ford, kanadensisk-amerikansk skådespelare
- 1917 – Danielle Darrieux, fransk skådespelare och sångare
- 1919 – Dan O'Herlihy, irländsk skådespelare
- 1920 – Magnus von Platen, svensk litteraturvetare och författare
- 1921 – Gyula Bereznai, ungersk matematiker
- 1923 – Joseph Heller, amerikansk författare
- 1924 – Grégoire Kayibanda, rwandisk politiker, Rwandas president 1961–1973
- 1927 – Laura Betti, italiensk skådespelare
- 1930
  - Maj Fant, svensk mannekäng, pr-kvinna, socionom, författare, journalist och tv-personlighet
  - Marion Walter Jacobs, amerikansk munspelare och sångare med artistnamnet Little Walter
- 1931
  - Elsie Johansson, svensk författare
  - Torsten Sjöholm, svensk skådespelare och teaterregissör
- 1932 – Berndt Egerbladh, svensk jazzmusiker, kompositör och tv-programledare
- 1936
  - Erwin Bischofberger, svensk jesuit, professor och författare
  - Hasse Wallman, svensk kompositör, sångtextförfattare, regissör, manusförfattare, produktionsledare och direktör
- 1937 – Bo Nilsson, svensk kompositör och sångtextförfattare
- 1944 – Anna-Lena Löfgren, svensk sångare
- 1946
  - Joanna Lumley, brittisk skådespelare
  - John Woo, kinesisk regissör och manusförfattare
- 1950 – Dann Florek, amerikansk skådespelare
- 1953 – Ed Perlmutter, amerikansk demokratisk politiker
- 1954
  - Ma Oftedal, svensk präst och författare
  - Ray Parker Jr., amerikansk gitarrist, låtskrivare och producent
- 1955 – Stefan Feierbach, svensk barnskådespelare
- 1957 – Steve Meretzky, amerikansk datorspelsutvecklare
- 1964 – Johan Lindholm, svensk fackföreningsman, ordförande i LO 2024–
- 1965 – Figge Norling, svensk skådespelare och teaterregissör
- 1967 – Tim McGraw, amerikansk countryartist
- 1968
  - Oliver Bierhoff, tysk fotbollsspelare
  - Eric Douglas, svensk finansman
  - D'arcy Wretzky, amerikansk musiker, medlem i gruppen The Smashing Pumpkins
- 1969
  - Wes Anderson, amerikansk filmregissör och manusförfattare
  - Carrie Stevens, amerikansk fotomodell och skådespelare
- 1971 – Catti Brandelius, svensk musikartist, konstnär, regissör och manusförfattare
- 1972 – Royston Langdon, brittisk musiker, medlem i gruppen Spacehog
- 1976 – Anna Olsson, svensk längdskidåkare, OS-guld 2006
- 1977 – Per Gavatin, svensk skådespelare och manusförfattare
- 1981 – Alexander Hleb, vitrysk fotbollsspelare
- 1984 – Alexander Farnerud, svensk fotbollsspelare
- 1986 – Adrian Lux, svensk discjockey och musikproducent
- 1988 – Teodor Peterson, svensk längdskidåkare
- 1989
  - Calle Sterner, svensk dansare och danslärare
  - Emma Wikén, svensk längdskidåkare, OS-guld 2014
- 1991 – Bartosz Salamon, polsk fotbollsspelare
- 1996 – William Nylander, svensk ishockeyspelare
- 2002 – Chet Holmgren, amerikansk basketspelare
- 2004 – Charli D'Amelio, amerikansk Tiktok-kändis

## Avlidna
- 1118 – Edith av Skottland, omkring 38, Englands drottning sedan 1100 (gift med Henrik I)
- 1539 – Isabella, 35, portugisisk prinsessa, drottning av Kastilien, Aragonien och Neapel samt tysk-romersk kejsarinna sedan 1526
- 1555 – Marcellus II, 54, påve sedan 9 april samma år
- 1572 – Pius V, 68, född Antonio Ghislieri, helgon, påve sedan 1566
- 1847 – Jesse Speight, 51, amerikansk demokratisk politiker, senator för Mississippi sedan 1845
- 1857 – Frederick Scott Archer, omkring 44, brittisk fotograf och uppfinnare
- 1871 – Charles Manly, 75, amerikansk whigpolitiker, guvernör i North Carolina 1849–1851
- 1873 – David Livingstone, 60, brittisk missionär och upptäcktsresande
- 1891 – Ferdinand Gregorovius, 70, tysk historiker och författare
- 1904 – Antonín Dvořák, 62, tjeckisk tonsättare
- 1915 – Carl Silow, 36, svensk flygpionjär och löjtnant
- 1920 – Margareta av Connaught, 38, brittisk prinsessa, Sveriges kronprinsessa sedan 1907 (gift med kronprins Gustaf (VI) Adolf)
- 1927 – Oscar Swahn, 79, svensk tävlingsskytt
- 1945
  - Joseph Goebbels, 47, tysk nazistisk politiker, Tysklands propagandaminister sedan 1933, rikskansler sedan 30 april
  - Magda Goebbels, 43, tysk kvinna, känd som ”Tysklands första dam”
  - Hans Krebs, 47, tysk general
  - Wilhelm Burgdorf, 50, tysk general
- 1950 – Sigfrid Lindström, 58, svensk författare och översättare med pseudonymen Tristan
- 1958 – Oscar Torp, 64, norsk arbeiderpartistisk politiker, Norges statsminister 1951–1955
- 1963 – Arthur Hilton, 61, svensk operadirektör och skådespelare
- 1964 – Håkan von Eichwald, 56, finlandssvensk kapellmästare och kompositör
- 1965 – Spike Jones, 53, amerikansk musiker, orkesterledare, arrangör och trumslagare
- 1972 – Artur Rolén, 77, svensk skådespelare, sångare och revyartist, mest känd i rollen som Klabbarparn i Åsa Nisse-filmerna
- 1978 – Aram Chatjaturjan, 74, armenisk tonsättare
- 1982 – William Primrose, 77, brittisk violast
- 1983 – Linda Larsson, 73, svensk författare och manusförfattare
- 1990 – Yvonne Floyd, 53, svensk manusförfattare
- 1993 – Warren P. Knowles, 84, amerikansk republikansk politiker, guvernör i Wisconsin 1965–1971
- 1994 – Ayrton Senna, 34, brasiliansk racerförare
- 1996
  - Herbert Brownell, 92, amerikansk republikansk politiker, USA:s justitieminister 1953–1957
  - David M. Kennedy, 90, amerikansk republikansk politiker, ekonom och affärsman, USA:s finansminister 1969–1971
- 1997 – Bo Widerberg, 66, svensk filmregissör
- 1998 – Eldridge Cleaver, 62, amerikansk aktivist, en av grundarna av Svarta pantrarna
- 2001 – Elsa Prawitz, 69, svensk skådespelare, manusförfattare och musiktextförfattare
- 2008 – Anthony Mamo, 99, maltesisk politiker, Maltas generalguvernör 1971–1974 och president 1974–1976
- 2011 – Henry Cooper, 76, brittisk boxare
- 2013 – Chris ”Mac Daddy” Kelly, 34, amerikansk hiphop-artist i gruppen Kris Kross
- 2014
  - Bjørn Barth, 83, norsk diplomat och officer
  - Juan Formell, 71, kubansk salsamusiker och kompositör
- 2015 – Robert Wareing, 84, brittisk parlamentsledamot för Labour
- 2017 – Mike Lowry, 78, amerikansk demokratisk politiker, guvernör i delstaten Washington 1993–1997
- 2021 – Olympia Dukakis, 89, amerikansk skådespelare
- 2023
  - Pugh Rogefeldt, 76, svensk sångare och låtskrivare
  - Lotta Bouvin-Sundberg, 63, svensk journalist och programledare på SVT
  - Ola Lundberg, 81, svensk röstskådespelare, känd som röst åt Televinken
  - Per Åhlin, 91, svensk konstnär, tecknare, animatör och filmregissör
  - Gordon Lightfoot, 84, kanadensisk sångare och låtskrivare